# Kovács Dominik és Viktor
Kovács Dominik és Kovács Viktor (más néven: Kovács ikrek, Pécs, 1996. április 7. –) írók, drámaírók, társalkotók.

## Életútjuk
Alsó- és középfokú tanulmányaikat a simontornyai Vak Bottyán Általános Iskola és Gimnáziumban végezték. 2016 és 2019 között az Eötvös Loránd Tudományegyetem Bölcsészettudományi Karának magyar nyelv és irodalom szakos hallgatói, mesterképzéses diplomájukat 2021-ben ugyanitt szerezték irodalom- és kultúratudomány szakon. 2021 őszétől az ELTE Irodalomtudományi Doktori Iskolájában folytatják tanulmányaikat. Emellett 2016-tól az Eötvös Collegium diákjai.

## Munkásságuk
Középiskolásként több irodalmi pályázaton szerepeltek novellákkal, illetve darabokat írtak a helyi diákszínjátszó-kör számára, emellett népdalénekléssel is foglalkoztak. Kisepikáik többek között a Bárka folyóiratban, a Hévízben, az Új Forrásban, a Műút portálon és a Félonline-on jelentek meg. Jégtorta című drámájukat 2016-ban beválogatták a Színházi Dramaturgok Céhe által szervezett Kortárs Dráma Nyílt Fóruma versenydarabjai közé, 2017-ben Hegedűs D. Géza rendezésében tartottak belőle felolvasószínházi bemutatót. A darabot később a zürichi Theater an der Winkelwiese játszotta német nyelven, valamint a sepsiszentgyörgyi Tamási Áron Színház is bemutatta. A 2018-as Mintapinty című monodrámájuk a debreceni Csokonai Nemzeti Színház és a zalaegerszegi Kollázs Kulturális Egyesület műsorán szerepelt. A Kovács testvérek írtak karanténdrámát, filmetűdöt Shakespeare Lear király című tragédiája nyomán, drámai adaptációkat Petőfi Sándor, Arany János és Mészöly Miklós műveiből. Amit akartunk című drámájukat 2023-ban a Színház folyóirat online felületének drámamelléklete közölte. Ugyanezen év őszén mutatták be a MILF című drámájukat a Jurányi Házban. Első regényük, a Lesz majd minden 2024-ben jelent meg az Európa Kiadó gondozásában. Szépirodalmi tevékenységük mellett irodalom- és színháztudományi kutatással is foglalkoznak, egyetemi éveik alatt két alkalommal eredményesen szerepeltek az Országos Tudományos Diákköri Konferencián.

## Műveik

##### Drámák
- Jégtorta (2017)[20]
- Mintapinty (2018)[21]
- Bérnász (2018)[22]
- A téglaégető dala (2019)
- Cifra palota (2020)
- A plüss (2021)
- A hiéna (2022)
- Amit akartunk (2023)
- MILF (2023)
- Pablo és Picasso, avagy az állatok karneválja (2024)
- Csalódások (2025)
- Koloniál  (2025)

Regény
- Lesz majd minden; Európa, Bp., 2024)

## Díjaik, elismeréseik
- Erkel Diákünnepek – arany oklevél (2013)
- Helikon Ünnepségek – arany oklevél (2014)[1]
- Simontornya Város Ifjú Tehetsége (2014)
- Vass Lajos Nagydíj – népdaléneklés kategória (2014)
- Kárpát-medencei középiskolás irodalmi pályázat díja, próza kategória – ezüst minősítés; pályázók díja (2015)[23]
- Kárpát-medencei középiskolás irodalmi pályázat díja, próza kategória – arany minősítés (2016)[1]
- Magyar ballada – Kortárs egyfelvonásosok Arany-balladákra II. helyezés (2018)[24]
- XXXIV. Országos Tudományos Diákköri Konferencia, Színház és dráma szekció – I. helyezés, a Színház folyóirat különdíja – Kovács Dominik – (2019)
- XXXIV. Országos Tudományos Diákköri Konferencia, Színház és dráma szekció – III. helyezés, a Színház folyóirat különdíja – Kovács Viktor – (2019)
- XXXV. Országos Tudományos Diákköri Konferencia, Színháztudomány szekció – különdíj – Kovács Dominik – (2021)
- XXXV. Országos Tudományos Diákköri Konferencia, Színháztudomány szekció – III. helyezés – Kovács Viktor – (2021)
- A Shakespeare 37 sorozat közönségdíja (2021)
- Pro Scientia Aranyérem – Kovács Dominik – (2021)
- Örkény István Drámaírói Ösztöndíj – Kovács Viktor – (2022)
- Móricz Zsigmond Irodalmi Ösztöndíj – Kovács Dominik – (2023)
- Prológ-díj (2023)
- Margó x Erste #higgymagadban különdíj (2024)

## Videók
- https://www.youtube.com/watch?v=j29CSR6k5SM
- https://www.youtube.com/watch?v=HpTbJBxaAPI

## Kapcsolódó oldalak
- Eötvös Loránd Tudományegyetem
- Eötvös József Collegium
- Simontornya
- POSZT